# Un dramma per televisione
Un dramma per televisione (Murder by Television) è un film del 1935, diretto da Clifford Sanforth.
Uno dei film meno ricordati di Bela Lugosi, questo giallo a bassissimo budget con sfumature di fantascienza presenta l'omicidio di un professore James Houghland, inventore di un nuovo metodo mediante il quale i segnali televisivi possono essere inviati istantaneamente in qualsiasi parte del mondo, si rifiuta di vendere il processo alle società televisive, che quindi inviano agenti per acquisire l'invenzione in ogni modo possibile. La notte della sua trasmissione iniziale, Houghland viene misteriosamente assassinato nel mezzo della sua manifestazione e spetta al capo della polizia Nelson determinare chi sia l'assassino tra i molti sospetti presenti che includono l'accademico rivale di Bela Lugosi, il dottor Perry. Purtroppo, il buon dottore si rivela l'ennesima falsa pista e viene presto trovato accoltellato a morte lui stesso. O è lui? Perry sembra improvvisamente essere risorto dalla tomba e il vero colpevole confessa rapidamente. Prodotto dall'imprenditore forse più economico di Hollywood, William Pizor, Murder by Television è stato girato ai Talisman Studios a basso costo ed è arrivato completo di una canzone, "I had the Right Idea", composta dal futuro cantautore vincitore dell'Oscar Oliver Wallace ed eseguita da June Collier.